# Dragon Lee
Dragon Lee (Tala, 15 de maio de 1995) é um luchador enmascarado mexicano, ou seja, um lutador de luta livre profissional mascarado. Ele trabalha atualmente na WWE, onde atua na marca Raw e é membro da Latino World Order. Ele foi uma vez campeão norte-americano do NXT e uma vez campeão Speed da WWE. O nome real de Dragon Lee não é de domínio público, como é comum com os lutadores mascarados no México, onde suas vidas privadas são mantidas em segredo dos fãs de luta livre.
Um lutador de segunda geração, Dragon Lee é mais conhecido por seu trabalho na promoção mexicana de luta livre profissional Consejo Mundial de Lucha Libre (CMLL), onde utilizava um personagem tecnico ("Bom rapaz"). Lee também é reconhecido por seu trabalho na Ring of Honor (ROH), onde foi campeão mundial televisivo e campeão mundial de duplas da ROH junto com seu companheiro de grupo no La Facción Ingobernable, Kenny King. Além disso, ele é conhecido por seu trabalho na New Japan Pro-Wrestling (NJPW), sob o nome Ryu Lee (リュウ・リー, Ryū Rī), onde foi campeão peso júnior IWGP.
Dragon Lee é filho do lutador profissional Arturo Muñoz, conhecido pelo nome de ringue La Bestia del Ring, sendo a relação familiar publicamente reconhecida. Ele é a segunda pessoa a usar a persona e a máscara de Dragon Lee, sendo o primeiro Dragon Lee seu irmão mais velho, Carlos, que agora luta sob o nome de Dralístico. Dragon Lee tem outro irmão, William, que luta sob o nome de Rush. Em 2014, Dragon Lee foi eleito o Novato do Ano pelos leitores da Wrestling Observer Newsletter. Em abril de 2015, Dragon Lee conquistou seu primeiro título de luta livre profissional, o Campeonato Mundial Peso Leve do CMLL. Em dezembro de 2023, Lee conquistou o Campeonato Norte-Americano do NXT.

## Vida pessoal
O homem conhecido pelo nome de ringue Dragon Lee nasceu em 15 de maio de 1995, em Tala, no estado mexicano de Jalisco, filho do lutador profissional Arturo Muñoz, que ao longo dos anos trabalhou com os nomes Toro Blanco, Poder Boriqua, Poder Mexico e Comandante Pierroth. Os dois irmãos mais velhos de Dragon Lee também se tornaram lutadores profissionais, sendo que o mais velho, William, fez sua estreia no wrestling em 2008 e mais tarde se tornaria conhecido como "Rush". Outro irmão de Dragon Lee, Carlos, se tornou lutador profissional em 2011, adotando inicialmente o personagem enmascarado (mascarado) Dragon Lee. Em 2012, o Dragon Lee original recebeu a oportunidade de assumir o personagem Místico após o lutador original sob a máscara de Místico deixar o México. Era de conhecimento público que Dragon Lee havia assumido o personagem Místico, abandonando a máscara e o personagem de Dragon Lee. Os tios de Dragon Lee também são lutadores profissionais, conhecidos como Franco Columbo, Pit Bull I e Pit Bull II, e todos tiveram um papel importante no treinamento de Dragon Lee antes de sua estreia no wrestling profissional. Com 14 anos, seu pai o levou para a Cidade do México para começar a treinar wrestling amador, participando de vários eventos de luta. Ele também praticou boxe, mas, como Dragon Lee contou em uma entrevista de 2015, durante sua primeira luta, ele fez um Suplex (um tipo de arremesso de wrestling) no seu oponente e foi desqualificado. Foi nesse momento que ele percebeu que seu futuro estava na Lucha Libre.
Em dezembro de 2019, Dragon Lee se casou com sua noiva, Lupita Orozco. O casamento foi celebrado por Fray Tormenta.

## Carreira na luta livre profissional

### Consejo Mundial de Lucha Libre (2013–2019)
Muñoz começou a treinar na academia do Consejo Mundial de Lucha Libre (CMLL) em 2013, trabalhando para conseguir um contrato e se tornar um lutador regular do CMLL. Ele fez sua primeira aparição pública como Dragon Lee em 20 de novembro de 2013, quando competiu no Concurso de Fisiculturismo do CMLL de 2013, vencendo a categoria de iniciantes, enquanto os lutadores regulares do CMLL, Pequeño Olímpico e Stukita, ficaram em segundo e terceiro lugar, respectivamente. Ele fez sua estreia nos ringues do CMLL em 1º de janeiro de 2014, como parte do torneio La Copa Junior de 2014. Durante a luta, Dragon Lee eliminou Herodes, Jr., mas foi eliminado por Cachorro, sendo o terceiro homem eliminado no torneio, que acabou sendo vencido por Super Halcón Jr. Dragon Lee foi considerado parte da Generación 2014 do CMLL, um grupo de lutadores que fez sua estreia por volta de janeiro de 2014, incluindo Black Panther, Cachorro, Espiritu Negro, Flyer, Hechicero, El Rebelde e Star Jr. Um mês após sua estreia no CMLL, Dragon Lee participou do Torneo Gran Alternativa de 2014, um torneio anual de duplas no qual um novato se junta a um lutador experiente. Para o torneio, Dragon Lee formou dupla com seu irmão mais velho, Rush. Na primeira rodada, os irmãos derrotaram Negro Casas e Canelo Casas, depois venceram Herodes, Jr. e Shocker na segunda rodada, antes de perder para os vencedores do torneio, Bárbaro Cavernario e Mr. Niebla, nas semifinais. Em 23 de março de 2014, Dragon Lee foi um dos 16 lutadores em uma luta de Torneo Cibernetico (eliminatória), com a esperança de se qualificar para uma das oito vagas no torneio anual En Busca de un Ídolo ("Em busca de um ídolo") do CMLL. Dragon Lee foi um dos oito sobreviventes da luta, ao lado de Cachorro, Cavernario, Guerrero Negro Jr., Hechicero, Star Jr., Soberano Jr. e Super Halcón Jr., e assim se qualificou para o torneio real. A primeira rodada consistiu em um torneio round-robin, onde ele lutou contra todos os outros participantes. Após as lutas, cada lutador recebeu pontos de um painel de juízes e também pontos de uma pesquisa online. Na primeira rodada, Dragon Lee ficou em 4º lugar com 423 pontos, após vitórias sobre Cachorro, Guerrero Negro Jr. e Soberano Jr., e esses 423 pontos o qualificaram para a segunda rodada, juntamente com Cavernario, Hechicero e Cachorro. Na segunda rodada, Dragon Lee derrotou apenas Cachorro, ficando em 3º lugar com 198 pontos. Em 25 de agosto de 2014, foi anunciado que Dragon Lee se juntaria ao novato Cachorro para o Show de Aniversário de 81 anos do CMLL, marcando a primeira aparição de Dragon Lee no evento mais importante do ano da promoção. Eles foram escalados para competir no primeiro combate contra a dupla de irmãos Puma e Tiger.
No início de 2015, Dragon Lee iniciou uma rivalidade com o lutador japonês Kamaitachi. A rivalidade prolongada culminou em 20 de março, no show Homenaje a Dos Leyendas. Os dois homens mascarados se enfrentaram em uma Lucha de Apuestas, ou "luta de apostas", com ambos os lutadores colocando suas máscaras em jogo. Dragon Lee venceu Kamaitachi por dois a um, forçando seu rival a tirar a máscara. Em 5 de abril de 2015, Dragon Lee conquistou seu primeiro campeonato de wrestling profissional, ao derrotar Virus e conquistar o Campeonato Mundial Peso Leve do CMLL. Em 15 de maio de 2015, Dragon Lee derrotou Bárbaro Cavernario, Fuego, Kamaitachi, Luciferno, Mephisto, Místico, Niebla Roja, The Panther, Titán, Virus e Volador Jr. para vencer a primeira rodada do torneo cibernetico do Torneio Leyenda de Plata de 2015, um dos torneios anuais mais prestigiados do CMLL. No entanto, em 22 de maio, ele perdeu para Negro Casas na final do torneio.
Em janeiro de 2016, Dragon Lee fez sua estreia no Japão ao participar da turnê Fantastica Mania 2016, co-produzida pelo CMLL e a New Japan Pro-Wrestling (NJPW). No quinto show da turnê, ele defendeu com sucesso o Campeonato Mundial Peso Leve do CMLL contra Virus. Após a luta, Dragon Lee foi atacado por Kamaitachi, o que levou a uma luta no dia seguinte, onde Dragon Lee perdeu o Campeonato Mundial Peso Leve para Kamaitachi. No entanto, Dragon Lee reconquistou o título em 4 de março, quando os dois se enfrentaram novamente na Cidade do México. Durante o verão de 2016, Dragon Lee se envolveu em uma rivalidade com La Máscara, uma história que surgiu devido ao conflito de La Máscara com toda a família Muñoz. La Máscara e Rush haviam formado a dupla Los Ingobernables por anos, mas, durante o verão de 2016, o grupo se desfez. Inicialmente, a rivalidade se concentrou em Rush e La Máscara, mas depois passou a focar em Dragon Lee. Em 5 de agosto, Dragon Lee desafiou La Máscara para uma Lucha de Apuestas com as máscaras em jogo, o que foi aceito por La Máscara. Em 2 de setembro, no Show de 83º Aniversário, Dragon Lee derrotou La Máscara, conquistando a segunda máscara de sua carreira. Em janeiro de 2017, Dragon Lee participou da turnê Fantastica Mania 2017, defendendo com sucesso o Campeonato Mundial Peso Leve do CMLL contra Bárbaro Cavernario no evento de 20 de janeiro. Dragon Lee também participou do Torneio Internacional Gran Prix de 2017, sendo eliminado do Torneo Cibernetico em 1º de setembro por Juice Robinson.
Em 27 de setembro de 2019, o CMLL anunciou que havia demitido tanto Dragon Lee quanto Rush por não seguir as diretrizes estabelecidas pelo departamento de programação. De acordo com Dave Meltzer, o CMLL não ficou satisfeito com Dragon Lee, pois ele participou do torneio Battle of Los Angeles da Pro Wrestling Guerrilla, apesar de ter sido instruído a não trabalhar nesse evento.

### Ring of Honor (2016–2021)
Dragon Lee fez sua estreia na Ring of Honor (ROH) em 30 de setembro de 2016, no evento All Star Extravaganza VIII, com uma vitória sobre Kamaitachi. Lee não obteve sucesso em uma luta three-way pelo Campeonato Mundial Televisivo da ROH, contra o campeão Marty Scurll e Will Ospreay, no pay-per-view Final Battle 2016, onde Scurll reteve seu título. No show Final Battle de 2019, Dragon Lee derrotou Shane Taylor para conquistar o Campeonato Mundial Televisivo da ROH. Em 15 de dezembro de 2019, Dragon Lee se juntou a seu irmão Rush, Amy Rose e Kenny King para formar o grupo La Facción Ingobernable, virando "heel" (vilão). Após isso, Lee passou a adotar um estilo de luta mais agressivo e a usar cores mais escuras em seus trajes. Em 10 de fevereiro (reconhecido como 27 de fevereiro devido ao atraso na exibição), Dragon Lee e King derrotaram The Foundation (Jay Lethal e Jonathan Gresham) para conquistar o Campeonato Mundial de Duplas da ROH pela primeira vez, tornando Lee um campeão duplo. Ambos os reinados terminaram no show de 19º aniversário da ROH, quando Lee foi afastado devido a uma lesão no ouvido. King perdeu o título Televisivo em nome de Lee para Tracy Williams, membro da Foundation, e também perderam o Campeonato de Duplas para Williams e seu parceiro de grupo na Foundation, Rhett Titus. Em 21 de novembro de 2021, Dragon Lee perdeu o título para Dalton Castle.

### New Japan Pro-Wrestling (2017–2020)
Em 5 de janeiro de 2017, Dragon Lee fez um retorno surpresa a NJPW, atacando Hiromu Takahashi (o ex-Kamaitachi) e Tetsuya Naito durante sua luta contra Kushida e Michael Elgin. Após a luta, Dragon Lee posou com o cinturão de campeão Peso Junior IWGP de Takahashi. Isso levou Dragon Lee a desafiar Takahashi pelo título em 11 de fevereiro, no evento The New Beginning in Osaka, mas ele não obteve sucesso. Em maio seguinte, Dragon Lee alcançou um dos seus objetivos no wrestling profissional, sendo anunciado como participante do torneio Best of the Super Juniors 24. Na sua luta de abertura do torneio em 17 de maio, Dragon Lee deu a Hiromu Takahashi sua primeira derrota em lutas individuais desde seu retorno ao Japão no final de 2016. Dragon Lee terminou o torneio em 31 de maio com um recorde de quatro vitórias e três derrotas, não avançando para a final. Dragon Lee retornou à NJPW em outubro do mesmo ano, fazendo equipe com Titán no Super Jr. Tag Tournament de 2017, mas foram eliminados na primeira rodada por Bushi e Hiromu Takahashi. Em 7 de maio de 2018, a NJPW anunciou Dragon Lee como participante do torneio Best of the Super Juniors de 2018. Ele terminou o torneio com 3 vitórias e 4 derrotas, também sem conseguir avançar para a final. No G1 Special em San Francisco, Dragon Lee desafiou Hiromu Takahashi pelo Campeonato Peso Junior IWGP, mas não conseguiu conquistar o título. Porém, no G1 Supercard em 6 de abril de 2019, Dragon Lee venceu Taiji Ishimori e Bandido em uma luta triple threat para conquistar o Campeonato Peso Junior IWGP pela primeira vez, tornando-se o terceiro mexicano a conquistar esse título, atrás de Juventud Guerrera e Místico, que foram o primeiro e segundo, respectivamente.
Em 8 de dezembro de 2019, Dragon Lee, que agora havia mudado seu nome de ringue para Ryu Lee, desafiou Jyushin Thunder Liger para ser o último oponente de Liger no Wrestle Kingdom 14. Em 5 de janeiro de 2020, ele e Hiromu Takahashi derrotaram com sucesso Liger e Naoki Sano em uma luta de duplas.

### Circuito independente (2018)
Enquanto trabalhava para o CMLL, Dragon Lee foi autorizado a aceitar compromissos independentes nos dias em que não era necessário para os shows do CMLL, o que lhe permitiu atuar tanto no circuito independente mexicano quanto nos Estados Unidos, principalmente contra outros lutadores do CMLL. No início de 2018, ele desafiou Shane Strickland pelo Campeonato Peso Leve da PCW durante o pay-per-view Opposites Attack da PCW, mas acabou perdendo. Em 6 de julho de 2018, Dragon Lee competiu no torneio "King of Indies", promovido conjuntamente pela All Pro Wrestling e Pro Wrestling Revolution, onde derrotou Ryusuke Taguchi na primeira rodada, Brody King na semifinal e Flip Gordon para vencer o torneio.

### Lucha Libre AAA Worldwide (2019, 2021–2022)
Em 7 de novembro de 2019, Dragon Lee fez sua aparição na promoção Lucha Libre AAA Worldwide durante uma coletiva de imprensa, onde foi anunciado como desafiante ao Mega Campeonato da AAA contra Kenny Omega no evento Triplemanía Regia. No entanto, ele foi derrotado em sua estreia.
Em 9 de outubro de 2021, no evento Héroes Inmortales XIV, Dragon Lee retornou à AAA acompanhado de seu irmão Dralístico. Juntos, desafiaram os Los Lucha Bros (Fénix e Pentagón Jr.) pelo Campeonato Mundial de Duplas da AAA, após os Lucha Bros reterem o título contra Jinetes del Aire (Hijo del Vikingo e Laredo Kid).

### All Elite Wrestling (2022)
Dragon Lee fez sua estreia na All Elite Wrestling (AEW) na edição de 17 de agosto do Dynamite, participando da primeira rodada do torneio pelo Campeonato Mundial de Trios da AEW. Ele fez equipe com os membros de La Facción Ingobernable, Andrade El Idolo e seu irmão Rush, para enfrentar The Young Bucks e seu parceiro misterioso, que foi revelado como Kenny Omega. A luta terminou com Omega e os Bucks saindo vitoriosos, após Omega fazer o pinfall em Lee. Após o combate, El Ídolo e Rush atacaram Lee e removeram sua máscara.

### WWE (2022–presente)

#### NXT North American Champion (2022–2024)
Em 28 de dezembro de 2022, após derrotar FTR pelo Campeonato Mundial de Duplas da AAA no evento AAA Lucha Libre: Noche de Campeones junto com seu irmão Dralistico, Dragon Lee anunciou que havia assinado um contrato com a WWE e que esperava começar a trabalhar com a empresa em janeiro de 2023. Em 21 de março de 2023, Dragon Lee foi escolhido como um dos oponentes de Wes Lee em uma luta pelo Campeonato Norte-Americano do NXT no NXT Stand & Deliver em 1º de abril, onde participou de uma luta fatal five-way pelo título, mas acabou saindo derrotado. No NXT Battleground em maio, Lee desafiou Noam Dar pelo Copa Heritage do NXT, mas perdeu devido à interferência de Jakara Jackson e Lash Legend.
De agosto a dezembro de 2023, o primeiro enredo de Dragon Lee na WWE foi uma rivalidade com Dominik Mysterio, que era o campeão norte-americano do NXT. Lee enfrentou Mysterio várias vezes pelo título, mas foi derrotado em todas as ocasiões. Lee começou a aparecer no SmackDown em setembro e foi discretamente transferido para a marca. Lee enfrentou Santos Escobar no Survivor Series: WarGames, mas perdeu a luta. No NXT Deadline, Lee derrotou Dominik Mysterio para conquistar o Campeonato Norte-Americano do NXT, marcando sua primeira conquista de título na WWE. No episódio de 12 de dezembro do NXT, Lee defendeu com sucesso o título em sua primeira defesa contra Tyler Bate. Em 9 de janeiro de 2024, no episódio do NXT, Lee manteve o título ao derrotar Lexis King. Após a luta, Oba Femi utilizou seu contrato do Torneio NXT Breakout e derrotou Lee para conquistar o título, encerrando o reinado de Lee após 31 dias. Em 4 de fevereiro, no Vengeance Day, Lee não conseguiu recuperar o título contra Femi em sua revanche.

#### Latino World Order e CampeãoSpeed(2024–presente)
Lee recentemente se tornou um membro oficial do Latino World Order (LWO) e estava agendado para fazer equipe com Rey Mysterio em uma luta contra Santos Escobar e Dominik Mysterio na Noite 1 da WrestleMania XL. No entanto, Lee foi encontrado atacado nos bastidores, o que o impossibilitou de competir na luta. No episódio de 26 de abril do SmackDown, Lee fez seu retorno após o ataque e se uniu a Mysterio para derrotar Los Lotharios (Angel e Berto) em uma luta de duplas. Após o combate, Escobar revelou que foi Carlito quem havia atacado Lee. Carlito então atacou tanto Lee quanto Mysterio após a revelação de Escobar. Na Noite 2 do WWE Draft de 2024, o LWO foi transferido para a marca Raw.
Em novembro, Lee participou do torneio para determinar o desafiante nº 1 pelo Campeonato Speed, derrotando Tavion Heights, do NXT, e Akira Tozawa, do Raw, nas quartas de final e semifinais, respectivamente. Ele então recebeu uma vaga direta para a luta pelo título, onde derrotou Andrade para conquistar o Campeonato Speed da WWE durante as gravações do Speed em 15 de novembro, que foram transmitidas no dia 20 de novembro.

## Outras mídias
No final do verão de 2018, Dragon Lee foi um dos participantes da versão mexicana do reality show esportivo Exatlón. Ele fez parte da equipe de "celebridades/atletas", competindo contra uma equipe de amadores, com o programa sendo exibido várias vezes por semana no canal de televisão mexicano Azteca Uno. Devido ao programa, Dragon Lee não lutou entre 15 de agosto e 13 de dezembro de 2018. Ele foi eliminado do show em 20 de novembro de 2018, por motivos médicos, devido a uma grave infecção no ouvido que ameaçava sua audição. Lee revelou posteriormente que foi aconselhado a realizar uma cirurgia no ouvido e no nariz. Além disso, ele mencionou ter perdido 19 kg (42 lb) durante o programa, pois não podia comer a mesma quantidade de comida que consumia para manter sua forma para a luta.
Dragon Lee fez sua estreia em videogames no WWE 2K24, como conteúdo para download (DLC).

## Persona no wrestling
O personagem de Muñoz, "Dragon Lee", é o de um tecnico ou o "mocinho"; na Lucha Libre, a divisão tradicional entre o bem e o mal ainda é mantida de forma mais rígida do que na maioria dos outros países no século 21. Seu estilo de luta é uma versão de Lucha Libre de alta velocidade e alto voo, onde ele assume riscos maiores do que muitos lutadores ao executar movimentos do topo do ringue ou de dentro para fora. (Bridging package fallaway powerbomb) Durante sua longa história com Takahashi, os dois desenvolveram tanta confiança um no outro que foram capazes de realizar movimentos de alto risco que Dragon Lee não conseguiria fazer contra outros lutadores que não seriam capazes de executar a parte deles do movimento de forma segura. Seu estilo de alto risco o levou a usar frequentemente o "Running frankensteiner", onde ele pula sobre a corda superior e executa um leg scissor takedown em um oponente que está na quina do ringue, enviando-o para o chão. Seu estilo de alto voo lhe rendeu o apelido de "El Niño Maravilla" ("O Menino Maravilha").
Um de seus movimentos de finalização mais característicos é o "Dragon Driver", também conhecido como "Phoenix-Plex" – um Bridging package fallaway powerbomb, onde ele levanta seu oponente, prende suas pernas em uma posição de "pacote" e então cai para trás, fazendo com que o oponente seja jogado ao chão enquanto ele o segura para a contagem de 3. O Phoenix-Plex é um dos movimentos mais arriscados da luta profissional, projetado para parecer que machuca o oponente sem realmente causar muita dor, mas pode dar errado quando a pessoa executando ou a pessoa recebendo o movimento cometem um erro. Esse risco foi destacado em uma luta entre Dragon Lee e Takahashi no G1 Special da NJPW em San Francisco, onde Dragon Lee soltou seu oponente muito cedo e Takahashi caiu em seu pescoço, quebrando-o no processo.

## Títulos e prêmios
- All Pro Wrestling

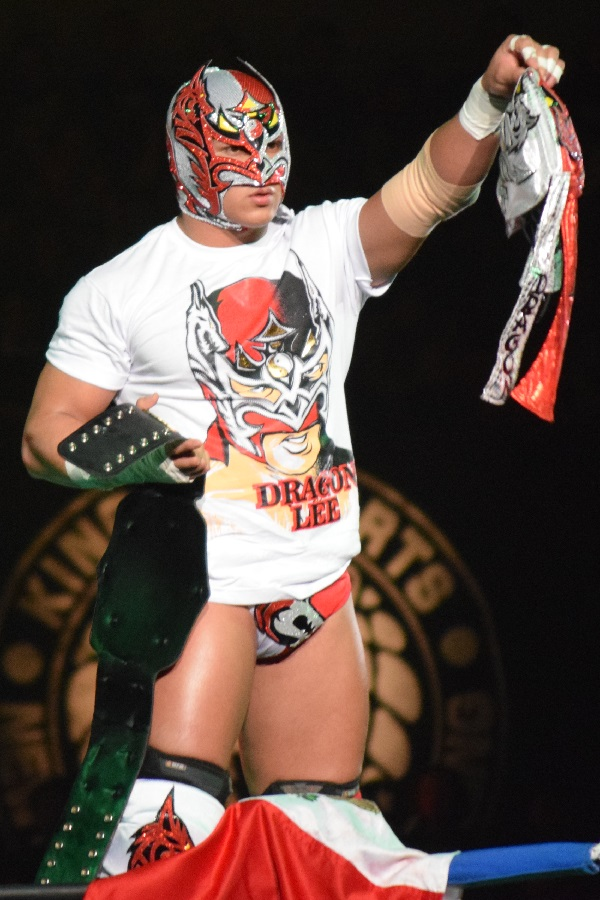
Lee foi duas vezes campeão mundial dos pesos-leves da CMLL.

  - Torneio King of the Indies (2018, 2019)[46][79]
- Mas Lucha
  - Torneio Mas Lucha Supremo (2022)
- Consejo Mundial de Lucha Libre
  - CMLL World Lightweight Championship (2 vezes)[18][25]
  - CMLL World Welterweight Championship (1 vez)[80][81]
  - CMLL Bodybuilding Contest: Categoria Iniciantes (2013)[10]
  - CMLL Bodybuilding Contest: Categoria Intermediária (2014, 2015)[82][83]
- ESPN
  - ESPN o colocou em #17º dos 30 melhores lutadores profissionais com menos de 30 anos em 2023[84]
- Lucha Libre AAA Worldwide
  - AAA World Tag Team Championship (1 vez) – com Dralístico[85]
- The Crash Lucha Libre
  - The Crash Tag Team Championship (1 vez) – com Dralístico
- Kaoz Lucha Libre
  - Kaoz Tag Team Championship (1 vez) – com Dralístico[86]
- Mucha Lucha Atlanta
  - MLA Heavyweight Championship (1 vez)
- New Japan Pro-Wrestling
  - IWGP Junior Heavyweight Championship (1 vez)
  - Torneo de Parejas Familiares (2019) – com Místico[87]
- Pro Wrestling Illustrated
  - PWI o colocou na #41ª posição dos 500 melhores lutadores individuais em 2021[88]
- Pro Wrestling Revolution
  - PWR Tag Team Championship (1 vez) - com Dragon Lee (I)[89]
- Ring of Honor
  - Campeonato Mundial Televisivo da ROH (2 vezes)
  - Campeonato Mundial de Duplas da ROH (2 vezes) – com Kenny King
- Wrestling Observer Newsletter
  - Novato do Ano (2014)[90]
- WWE
  - Campeonato Norte-Americano do NXT (1 vez)
  - Campeonato Speed da WWE (1 vez)

### Luchas de Apuestas
| Vencedor (aposta)    | Perdedor (aposta)    | Local                    | Evento                          | Data                  | Notas  |
| -------------------- | -------------------- | ------------------------ | ------------------------------- | --------------------- | ------ |
| Dragon Lee (máscara) | Kamaitachi (máscara) | Cidade do México, México | Homenaje a Dos Leyendas         | 20 de março de 2015   | [ 17 ] |
| Dragon Lee (máscara) | La Máscara (máscara) | Cidade do México, México | Show de 83º Aniversário do CMLL | 2 de setembro de 2016 | [ 27 ] |